# Kipp Christianson
Kipp Christianson (River Falls, 30 de setembro de 1974) é um lutador de wrestling profissional e ex-jogador de basquetebol estadunidense. Ele atualmente trabalha para a WWE, no território de desenvolvimento Florida Championship Wrestling (FCW), onde utiliza o nome no ringue Eli Cottonwood. Christianson também foi um dos participantes da segunda temporada da NXT.

## Títulos e prêmios
- Pro Wrestling Illustrated
  - PWI o colocou como 472° dos 500 melhores lutadores individuais durante a PWI 500 de 2010[3]